# Diptyque de la Crucifixion et du Jugement dernier
 (novembre 2024).
Si vous disposez d'ouvrages ou d'articles de référence ou si vous connaissez des sites web de qualité traitant du thème abordé ici, merci de compléter l'article en donnant les références utiles à sa vérifiabilité et en les liant à la section « Notes et références ».
Le Diptyque de la Crucifixion et du Jugement dernier est un diptyque attribué au peintre flamand Jan van Eyck. Sa date de réalisation reste imprécise et sujette à débat ; si la technique picturale utilisée et les costumes représentés attestent d'une probable réalisation de l'œuvre au début des années 1430, certains historiens évoquent pour celle-ci le début des années 1420.

## Description
Le tableau est composé de deux panneaux verticaux ; le panneau de gauche représente la Crucifixion de Jésus de Nazareth tandis que le panneau de droite fait référence au jour du jugement.

### Crucifixion
Comme la plupart des crucifixions, le panneau de gauche s'inspire davantage du récit de l'Évangile selon Jean avec la représentation de l’épisode du coup de lance et la présence de Marie Madeleine, de la mère de Jésus et du disciple bien aimé sur le mont Golgotha.
Dans la partie supérieure du tableau de gauche (panneau de la crucifixion), au centre de la composition, le Christ est aussi le plus élevé, tendant les bras horizontalement, la tête penchée vers la terre et les hommes. Au-dessus de sa tête le panneau reprenant le récit biblique « Jésus de Nazareth, roi des Judéens » est rédigé en hébreu, en grec et en latin. Le Christ crucifié se détache presque entièrement sur un fond de ciel à l’exception de la partie inférieure de ses jambes derrière lesquelles on distingue une représentation de la ville de Jérusalem avec de multiples tours, palais et sans doute le temple.
De part et d’autre du Christ, on peut reconnaître à sa droite le Bon Larron pendu par les mains attachées et non clouées comme celles du Christ. Ses mains comme celles de l’autre larron sont bleues foncé ce qui pourrait correspondre à la réalité anatomique d’un individu ainsi pendu dont la circulation sanguine n’irrigue plus les extrémités.  Il a les yeux bandés signe, peut-être, qu’il ne peut reconnaître celui qui est crucifié à ses côtés. Il conserve malgré tout une attitude noble. En face de lui l’autre brigand (sans doute le Mauvais Larron) paraît encore se débattre. Chacun d'eux s'est vu attacher une cordelette autour du cou qui les relie à la croix, ce qui suggère une mort par pendaison autant que par crucifixion.
Une foule réunissant des personnages aux expressions multiples est rassemblée aux pieds des croix. Ils sont pour beaucoup montés sur des chevaux et vêtus soit à la manière des contemporains de l’artiste soit à l’orientale. Ils discutent entre eux ce qui procure un certain dynamisme à la composition. Plusieurs de ces personnages (au moins quatre) regardent le christ. Parmi eux :
- un notable au chapeau rouge dont la physionomie contraste avec celle de son voisin hilare,
- deux gardes habillés l’un en vert et l’autre en bleu montés sur des chevaux et tenant à trois mains la lance qui perce le côté du Christ (voir Jean 19,34),
- sur la droite un cavalier en armure monté sur un cheval blanc et la tête entièrement renversée en arrière et, près de lui, un jeune garçon au chapeau vert.

Au premier plan, l’atmosphère est au contraire à la désolation avec la présence de femmes agenouillées en pleurs. Jean l’Évangéliste supporte la Vierge Marie, alors qu’à sa droite, Marie Madeleine vêtue d’une robe verte et avec de longs cheveux roux, lève la tête et les bras dans un geste douloureux. Elle est la seule femme à regarder directement le Christ, incitant le spectateur à en faire de même.

### Jugement dernier
Le second panneau illustrant le Jugement dernier représente en partie supérieure le Christ en Majesté entouré de la Vierge et de saint Jean, puis des anges, des saints, des apôtres, du clergé et des notables. Au centre, se dresse l’archange Michel au-dessus d’une allégorie de la mort. Derrière lui, des damnés sont en train de tomber en enfer. Ils rejoignent alors la partie inférieure, scène infernale où les condamnés sont dévorés par des démons.

## Analyse
L’iconographie riche et complexe de ces deux panneaux composés de multiples scènes appelle le spectateur à réfléchir au « passage du péché et de la mort vers le Jugement et le Salut ». Le Jugement est inévitable mais le tableau du Jugement dernier rappelle l’espoir d’être sauvé.

## Origines
Aucune information avant les années 1840 n'existe sur cette œuvre. La revue Kunstblatt, supplément du Morgenblatt für gebildete Stände (de), publie en 1841 un premier compte-rendu signé Johann David Passavant qui signale que les panneaux ont été achetés dans un monastère en Espagne par un diplomate russe, Dmitry Tatishchev (en), et qu'il manque un panneau central représentant l'Adoration des mages,.
Tatishchev achète les deux panneaux restants aux enchères, entre 1814 et 1821, dans ce monastère situé entre Madrid et Burgos, et en fait don en 1845 à son tsar, Nicolas Ier de Russie, qui les fait entrer au musée de l'Ermitage. L'œuvre est ensuite secrètement vendue par le gouvernement soviétique, via Knoedler, au montant de 185 000 dollars pour le compte du Metropolitan Museum of Art de New York en novembre 1933 : l'affaire est ébruitée à ce moment-là par The New York Times, grâce auquel on apprend que l'offre initiale des Soviétiques était de 600 000 dollars.